# Haskell Free Library and Opera House
Haskell Free Library and Opera House (in francese Bibliothèque et salle d'opéra Haskell) è un edificio storico che sorge sul confine tra il Canada e gli Stati Uniti d'America nelle municipalità di Stanstead (Québec) e Derby Line (Vermont).
Nell'edificio, intenzionalmente costruito sul confine si trovano un teatro dell'opera, aperto al pubblico il 7 giugno 1904, e una biblioteca.
È dichiarato edificio storico da entrambi i Paesi fin dagli anni settanta.
Sul pavimento della biblioteca è tracciata una linea nera che identifica il confine internazionale passante all'interno della costruzione.
Sul lato statunitense l'edificio si trova lungo Caswell Avenue a Derby Line, su quello canadese è in rue Church a Stanstead.

## Storia

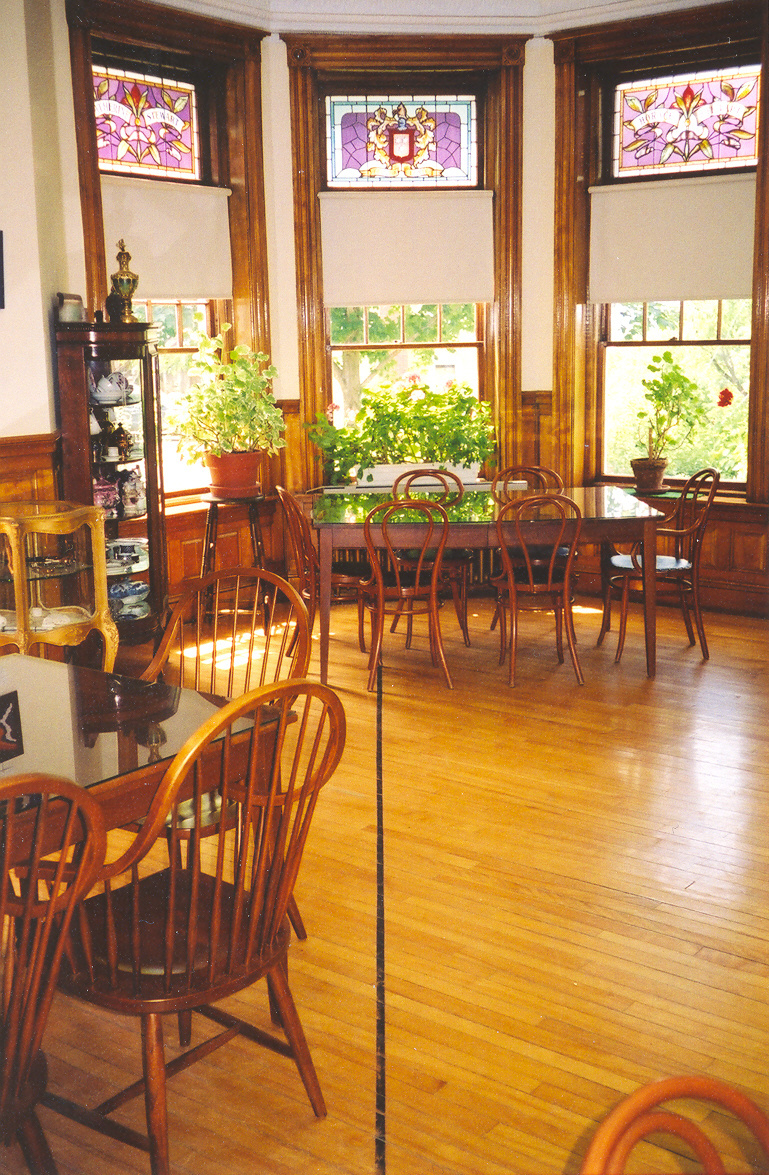
Il confine internazionale marcato da una linea nera che scorre sul pavimento della biblioteca. In questa foto, il Canada è alla destra della linea, gli Stati Uniti alla sinistra.

La Haskell Free Library and Opera House fu un regalo di Mrs. Martha Stewart Haskell e di suo figlio, il Colonnello Horace “Stewart” Haskell. Fu costruita in memoria dei genitori della signora Haskell, Catherine e Horace Stewart, e di suo marito Carlos Freeman Haskell. Gli Haskell volevano che sia canadesi che statunitensi avessero uguale accesso a biblioteca e teatro dell'Opera, così scelsero di costruire l'edificio sul confine. I lavori iniziarono nel 1901, il teatro aprì nel 1904 e la biblioteca nel 1905.
Si diceva che il teatro dell'Opera al secondo piano fosse stato progettato ispirandosi al Boston Opera House in versione più piccola, ma il Boston Opera House fu in realtà costruito successivamente. 
Gli Haskell donarono successivamente l'edificio alle città di Derby Line e di Rock Island per ricordare Mr. Haskell; è ora gestito da un istituto internazionale privato formato da 4 statunitensi e 3 canadesi.

## Particolarità dell'edificio
La collezione della biblioteca e dei palchi del teatro dell'opera sono a Stanstead, ma l'entrata principale e gran parte dei posti a sedere del teatro sono situati a Derby Line. A causa di questa curiosa circostanza, la biblioteca Haskell è a volte soprannominata "l'unica biblioteca degli Stati Uniti senza libri" e "l'unico teatro dell'opera degli Stati Uniti senza posti a sedere". Non si accede alla biblioteca dal lato canadese, ma una uscita di emergenza è situata in Canada. Tutti i visitatori devono entrare alla biblioteca dalla porta principale, che è negli Stati Uniti. I visitatori canadesi possono accedere all'edificio senza dover sbrigare le formalità doganali, a patto che ritornino subito in Canada dopo aver lasciato l'edificio. 
Una sottile linea nera scorre sul pavimento dell'edificio, passa sotto i posti a sedere del teatro e attraversa diagonalmente il centro della biblioteca tagliandola a metà, creando di fatto un confine internazionale. Il palco del teatro e la metà dei posti a sedere sono in Canada, il resto del teatro è negli Stati Uniti. L'edificio ha due differenti indirizzi postali (93 Caswell Avenue, 05830 e 1 rue Church, J0B 3E2) e differenti numeri di telefono (+1-802-873-3022 and +1-819-876-2471) relativi ai due paesi a cui appartiene.
La biblioteca ha una collezione di 20,000 libri in francese e inglese, ed è aperta al pubblico 38 ore a settimana.
L'edificio è riconosciuto come di interesse storico in entrambi i paesi. Negli Stati Uniti, fu registrato nel National Register of Historic Places nel 1976. In Canada fu riconosciuto come Lieux historiques nationaux du Canada/National Historic Site of Canada nel 1985.

## Organizzazione
Sono presenti nella biblioteca libri sia in francese che in inglese. A causa della diversa stampa dei libri - i libri in inglese hanno il titolo che va dall'alto verso il basso, i libri in francese dal basso verso l'alto - la lingua dei libri è immediatamente riconoscibile.